# Irfan Horozović
Irfan Horozović (* 27. dubna 1947 Banja Luka, Federativní lidová republika Jugoslávie) je bosenskohercegovský romanopisec, povídkář, dramatik a básník bosňáckého původu.

## Biografie
V rodném městě dokončil základní školu a gymnázium, v Záhřebu pak vystudoval Filozofickou fakultu, obory Komparativní literatura a Jugoslávské jazyky a literatury. Prošel redakcemi studentských časopisů Studentski list (Studentský list), Pitanja (Otázky) a Putevi (Cesty). Delší čas pracoval v banjaluckém nakladatelství Novi glas (Nový hlas), odkud byl na začátku války v Bosně a Hercegovině propuštěn. Téměř rok zůstal v nedobrovolné domácím vězení v Srby ovládané Banja Luce, než mu byl umožněn odchod do Záhřebu.
Po válce se přestěhoval do Sarajeva, kde působil jako redaktor hraného programu Rádia a televize Federace BaH a bosňáckého kulturního spolku Preporod (Obrození). Jistý čas redigoval časopis Život Obce spisovatelů Bosny a Hercegoviny.
Jeho první povídkový román Talhe ili šedrvanski vrt (Talhové neboli zahrada s fontánou, Záhřeb 1972) byl jedním z průlomových děl postmoderní bosenskohercegovské, ale i chorvatské literatury. Uveřejnil více než čtyřicet děl, mezi nimi romány Rea (Sarajevo 1987), Kalfa (Tovaryš, Sarajevo 1988), Filmofil (Sarajevo 2000), Imotski kadija (Imotský kádí, Sarajevo 2000) a William Shakespeare u Dar es Salaamu (William Shakespeare v Dár as-Salámu, Záhřeb 2002). Nemalé místo v jeho tvorbě zaujímají sbírky povídek, básní a próz pro děti i dramata jak pro rádia, tak divadla.
Jeho manželkou je básnířka a malířka Ajnuša Horozovićová (*1952).

## Dílo
- Talhe ili Šedrvanski vrt (Talhové a Zahrada s fontánou, Zagreb 1972, Sarajevo 1991, 1997, 2004), sbírka povídek, poté součástí sbírky próz Šamili i Tubakovi/Ugursuz/Karabeg (Sarajevo 1984)
- Soba (Pokoj, Sarajevo 1977), drama
- Salon gluhonijemih krojačica i druge priče (Salon hluchoněmých švadlen a jiné příběhy, Sarajevo 1979), sbírka povídek
- Testament iz mladosti (Testament z mládí, Banja Luka 1980), sbírka básní
- Karta vremena (Mapa času, Sarajevo 1983), sbírka povídek
- Banjaluka i okolina (Banja Luka a okolí, Banja Luka 1984), průvodce, společně s Milanem Vukmanovićem, anglicky: Banjaluka and its surroundings (Banja Luka 1984), německy: Banjaluka und Umgebung (Banja Luka 1984)
- Šeremet (Šeremet, Sarajevo 1985), drama
- Vauvan (Bihać 1986, Wuppertal 1994), román, součástí sbírky próz Vauvan/Djetinjstvo pod Vrtaljicom (Sarajevo 1990)
- Rea (Sarajevo 1987), román
- Kalfa (Tovaryš, Sarajevo 1988), román
- Mađioničar iz prijestolnice domina (Kouzelník z metropole domina, Banja Luka 1988, 1990), román
- Iluzionistov grob i lebdeća žena (Iluzionistův hrob a levitující žena, Beograd 1991), krátké prózy
- Sličan čovjek (Podobný člověk, Sarajevo 1994, 1995), román
- Bosanski palimpsest: kroničarev album (Bosenský palimpsest: kronikářovo album, Zagreb 1995), krátké prózy
- Oblak čija lica prepoznajemo (Oblak, jehož tvář nerozpoznáváme, Wuppertal–Sarajevo–Tuzla–Amsterdam 1997, Sarajevo–Wuppertal 1997), výbor krátkých próz
- Knjiga mrtvog pjesnika: rukopis Saida Puškara (Kniha mrtvého básníka: rukopis Saida Puškara, Zagreb 1997, Sarajevo 1999), sbírka básní
- Inspektor vrtnih patuljaka (Inspektor zahradních trpaslíků, Wuppertal–Sarajevo–Tuzla–Amsterdam 1998, Sarajevo 2005), román
- Berlinski nepoznati prolaznik (Berlínský neznámý chodec, Sarajevo 1998), román
- Prodavnica noževa (Nožířství, Novi Pazar 1999), výbor krátkých próz
- Vauvan; Mađioničar iz prijestolnice domina (Vauvan/Kouzelník z metropole domina, Sarajevo–Wuppertal 2000), romány
- Izabrane igre (Vybrané hry, Sarajevo 2000), vybraná dramata
- Imotski kadija (Imotský kádí, Sarajevo 2000, 2002), román
- Izabrane pripovijetke (Vybrané povídky, Sarajevo 2000), vybrané povídky
- Filmofil (Sarajevo 2000), román
- Buduće svršeno vrijeme (Budoucí dokonavý čas, Sarajevo 2001), sbírka básní
- William Shakespeare u Dar es Salaamu (William Shakespeare v Dár as-Salámu, Zagreb 2002, Sarajevo 2003), román
- Psi od vjetra: porodična trilogija (Větrní psi: rodinná trilogie, Sarajevo 2003), román
- Djela (Spisy: Quadriga, Beskrajni zavičaj, William Shakespeare u Dar es Salaamu, Kalfa, Imotski kadija, Sarajevo 2005, Kaleidoskop, Sarajevo 2006, Talhe ili Šedrvanski vrt, Sarajevo 2007, Filmofil/Berlinski nepoznati prolaznik, Sarajevo 2008)
- U sumrak padaju jabuke; Berlinski nepoznati prolaznik (Za soumraku padají jablka/Berlínský neznámý chodec, Sarajevo 2005), výbor próz
- Izabrana djela za djecu i mlade I–V (Vybrané spisy pro děti a mládež: Snježni tigar skače kroz vatreni obruč, Vauvan, Mađioničar iz prijestolnice domina, Skriveni sokak, Inspektor vrtnih patuljaka (Tuzla 2008), vybrané spisy
- Sokolarev sonet (Sokolníkův sonet, Sarajevo 2016), román